# 颜开 (漫画家)
颜开（1976年3月26日—），中国漫画家。1993年起，颜开长期活跃在漫画圈内，代表作《雪椰》《宇宙人的礼物》《星海镖师》，促进了运用大量电影分镜技巧叙述故事的新漫画在中国的产生，被认为是中国大陆元老级漫画家，与陈翔、郑旭升并称中国新漫画三剑客。

## 生平
颜开在读中学时开始接触日本漫画，认为其用图讲故事的能力和连环画相比尤为突出，被其所吸引并开始自学画漫画。1993年，中国首本新漫画杂志《画书大王》在全国招人，尚在大学就读的颜开立即寄信投稿。被选中后，颜开辍学离开深圳前往北京，开始了职业漫画家生涯。
在北京，颜开和同样从外地前来的陈翔、郑旭升结识，三人如“桃园结义”般开始创作，成为了中国第一批新漫画作者，期间从杂志主编王庸声处有所获益。颜开的作品《雪椰》深受读者欢迎，之后其单册销量达7万册，总销量过50万册，长期保持国内同类书籍销量之冠。
2001年，加盟深圳环球数码，暂时脱离漫画界，转向动画界，期间颜开作为主创参与了制作了中国首部全3D动画《魔比斯环》。2003年，颜开与狂龍國際出版有限公司签约，《雪椰》在台湾出版，成为进入台湾漫画界的首位大陆漫画家。2004年，颜开加入三辰卡通集团，参与导演了《蓝猫之平安出行》。直到颜开离开动画界后，仍然参与了《奥运福娃漫游记》等作品的前期工作。
2005年，颜开在杭州的动漫节上遇见郑旭升，均已离开漫画界的两人讨论后，决定合伙重回漫画界，年底工作室草创成立。2006年，陈翔赶来北京，三剑客再次聚齐。2007年，颜开辞职，正式离开动画界，重返漫画界，和陈翔、郑旭升组成了三剑客工作室。2008年，在三剑客动漫工作室的基础上，北京颜开文化发展有限公司正式成立。2015年，光线传媒入股1000万，与颜开合资成立了北京漫言星空文化有限公司。

## 作品列表

### 个人作品
- 《雪椰》（1994年至今，《画书大王》《三优画王》《科普画王》《金虹画集》《科幻世界画刊》）
- 《夏日轨道》（《金虹画集》《科幻世界画刊》）
- 《颜开日记》
- 《梦的开始》
- 《宇宙人的礼物》
- 《星海镖师》

### 监制作品
- 《4.9×4.9》，白骁作品
- 《龙族》，改编自江南的奇幻小说《龙族》
- 《機動戰士GUNDAM UC》
- 《大唐飞行志》（《劲漫画》）